# Dactylactis digitata
Dactylactis digitata är en korallart som beskrevs av van Beneden 1897. Dactylactis digitata ingår i släktet Dactylactis och familjen Arachnactidae. Inga underarter finns listade i Catalogue of Life.